# جورج راندال جونسون
جورج راندال جونسون (بالإنجليزية: George Randall Johnson)‏ (7 نوفمبر 1833 - 24 نوفمبر 1919) هو لاعب كريكت بريطاني (وحمل سابقاً جنسية المملكة المتحدة لبريطانيا العظمى وأيرلندا).

## وصلات خارجية
- جورج راندال جونسون على موقع إي آس بي آن كريك إنفو (الإنجليزية)